# ランバイ属
ランバイ属（Baccaurea）はコミカンソウ科（旧トウダイグサ科コミカンソウ亜科）の属である。バッカウレア属とも呼ばれる。
この属には100以上の種が含まれており、インドネシアから西太平洋までと分布が広い。熱帯植物研究会 (1996) には7種が紹介されており、その全てが果肉あるいは種衣が食用となるものである。

## 主な種
- バッカウレア・アングラータ Baccaurea angulata Merr.
- チュパ Baccaurea dulcis (Jack) Müll.Arg. - ジャワ: ketupa; マレー語: rambai tupa[2]
- ミドリタンポイ Baccaurea lanceolata (Miq.) Müll.Arg. - 英語: green rambai[2]
- オオミタンポイ Baccaurea macrocarpa (Miq.) Müll.Arg.（シノニム: B. griffithii Hook. f.）- 英語: greater tampoi[2]
- Baccaurea macroptera D.J.N. Hind
- タンポイ Baccaurea malayana (Jack) King[3] ex Hook.f.- マレー語: tampoi[2]
- ランバイ Baccaurea motleyana (Müll.Arg.) Müll.Arg. - マレー語: rambai[2]
- タンポイクチン Baccaurea pubera (Miq.) Müll.Arg.[注 1] - サバ州: tampoi kuching[2]
- メテング Baccaurea racemosa (Reinw. ex Blume) Müll.Arg. - マレー語、オランダ語: menteng[2]
- インドメテング Baccaurea ramiflora Lour.（シノニム: B. sapida (Roxb.) Müll.Arg.）- タイ語: มะไฟ（mafai[2]、マファイ）

リスト参照元：

## ギャラリー

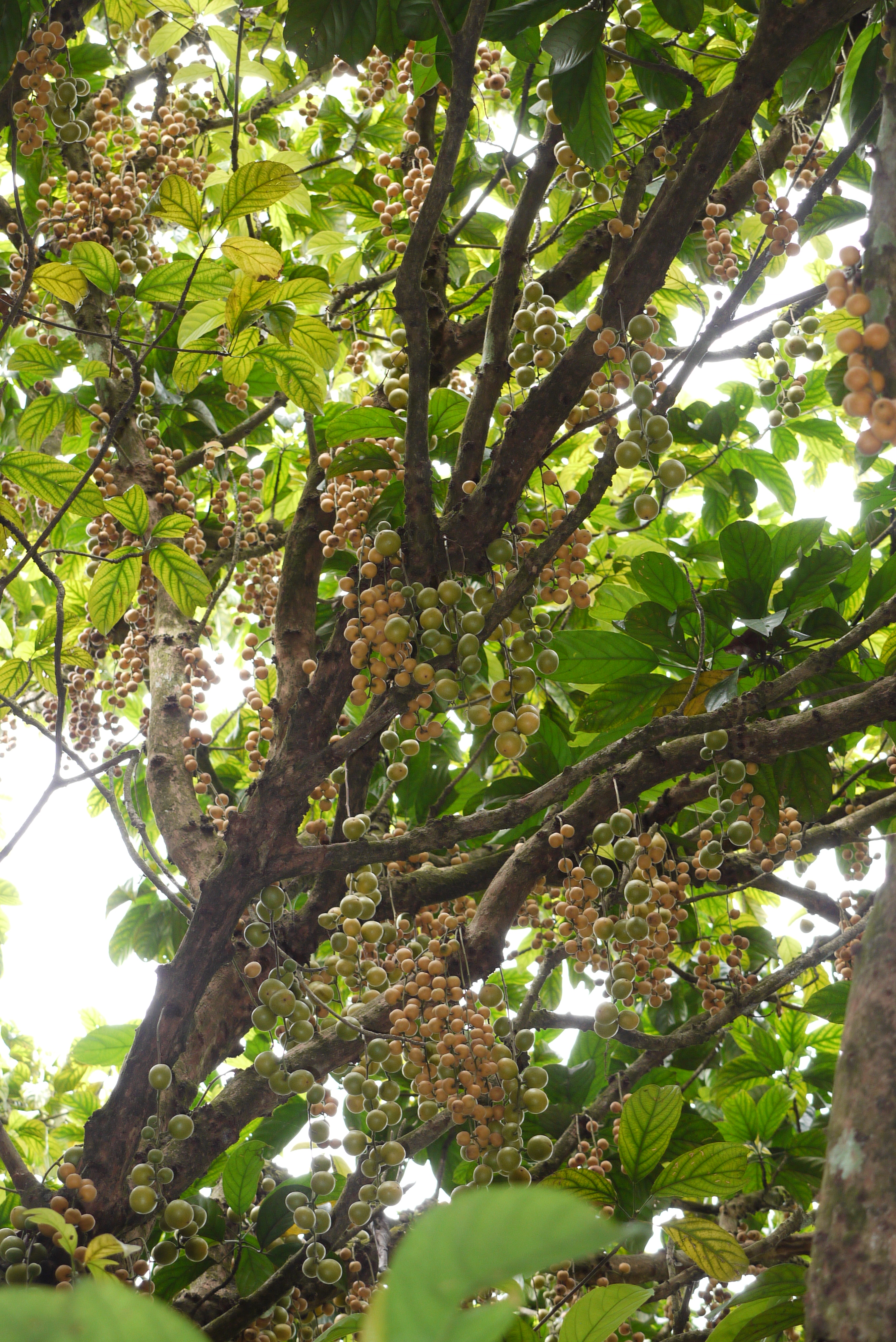
ランバイの木
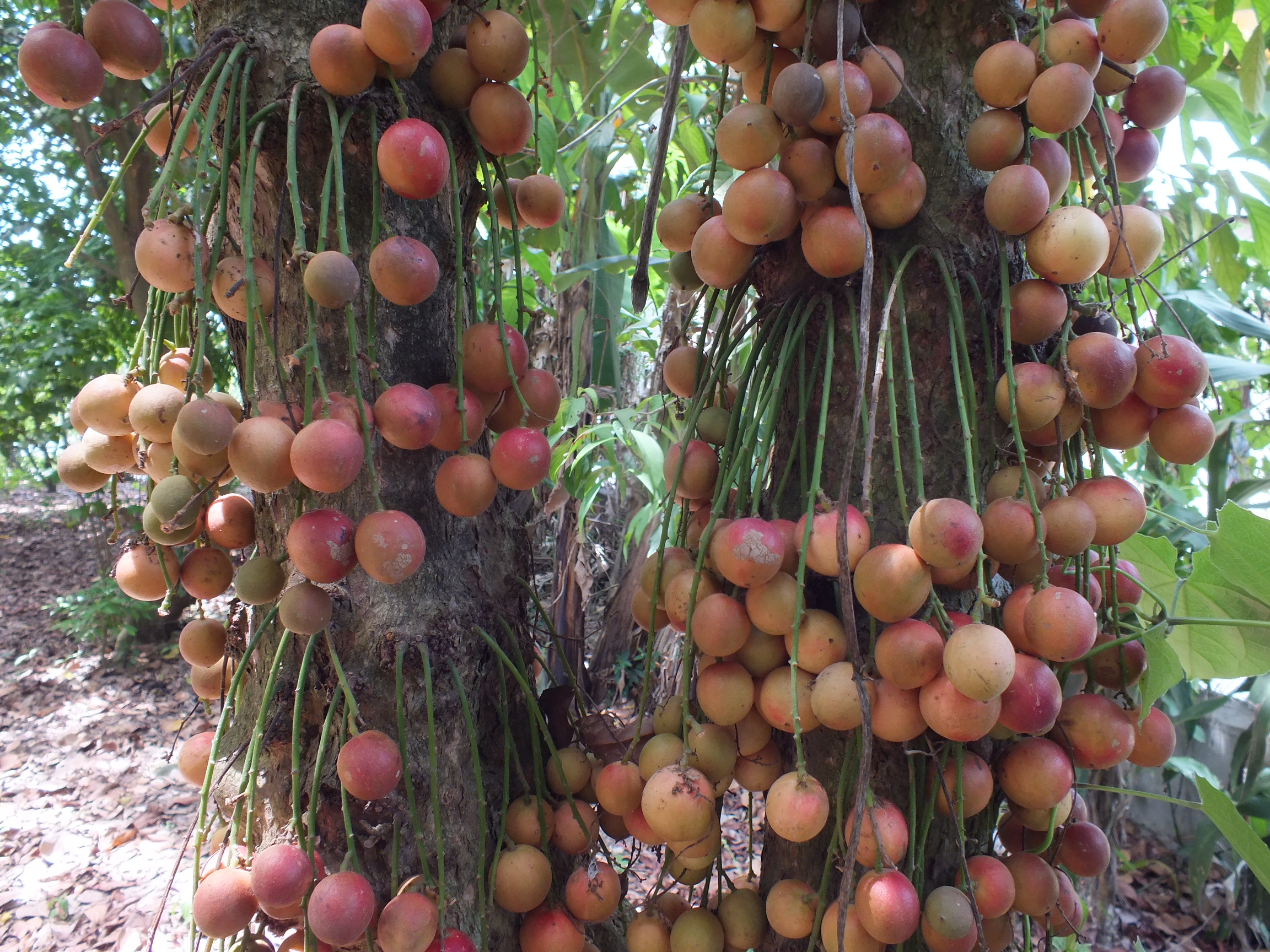
ランバイ（メテング）の木と果実
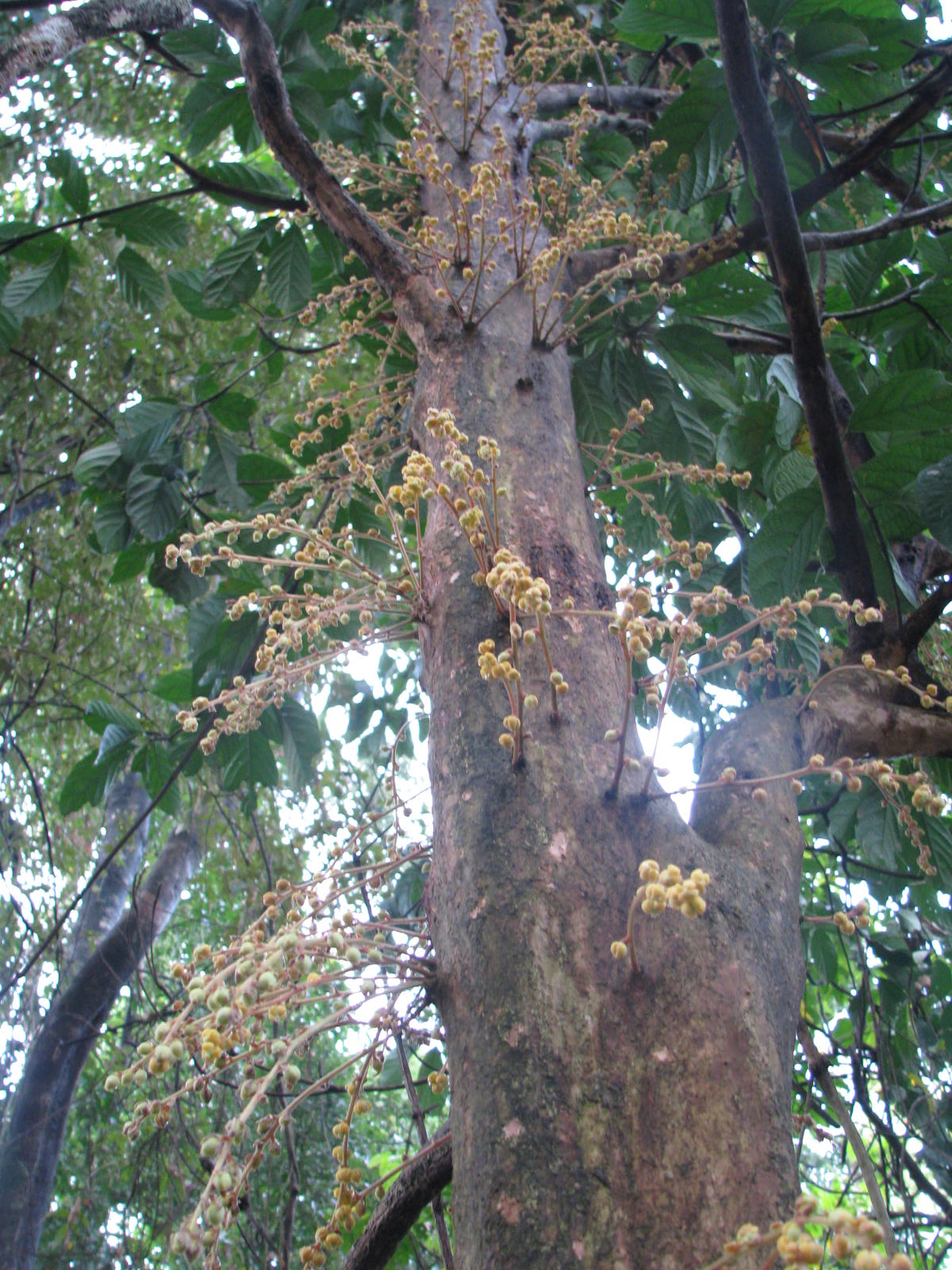
インドに自生するインドメテング
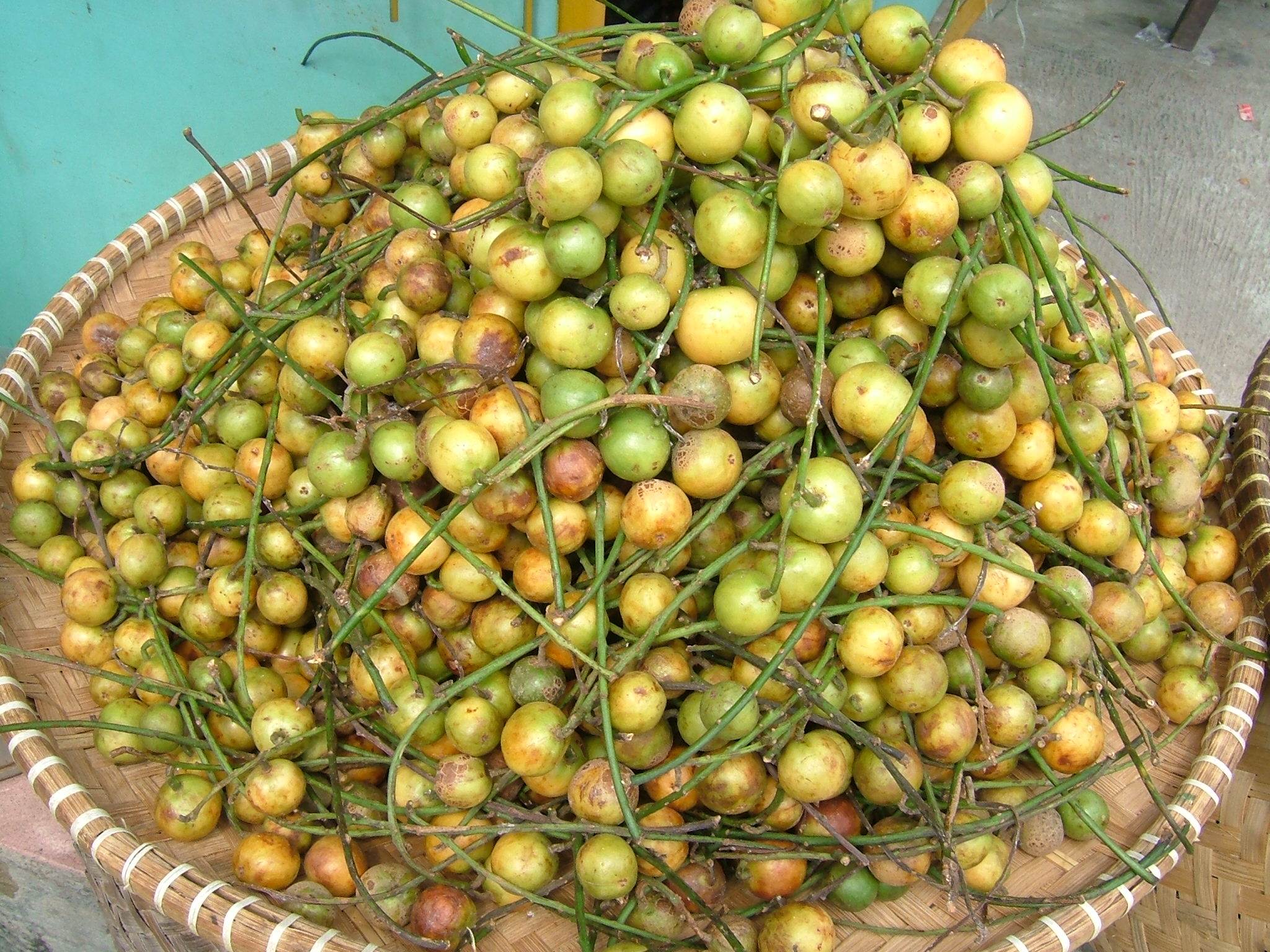
メテングの果実